# Alvaradoa
Alvaradoa, rod tropskog drveća i grmova iz porodice Picramniaceae. Pripada mu šest vrsta raširenih po Antilima, Meksiku, Srednjoj Americi i dijelovima Južne Amerike (Bolivija, Argentina) i Floridi
Rod je opisan 1853/1854; tipična vrsta Alvaradoa amorphoides Liebm. i najrasprostranjenija je među njima.

## Etimologija
Ime roda dana je u čast Pedra de Alvarada y Contrerasa (oko 1485. – 1541.), člana Cortezove ekspedicije na Meksiko. 

## Vrste
1. Alvaradoa amorphoides Liebm.
2. Alvaradoa arborescens Griseb.
3. Alvaradoa haitiensis Urb.
4. Alvaradoa jamaicensis Benth.
5. Alvaradoa lewisii R.A.Howard & Proctor
6. Alvaradoa subovata Cronquist